# オルヌ川
オルヌ川 （オルヌがわ、Orne）は、フランス北西部を流れる川。ノルマンディーにおいては、その長さと流れからセーヌ川に次いで重要な河川である。
オルヌはアルジャンタンの平野部を流れ、アティスにおいては花崗岩の険しい渓谷を行き、スイス・ノルマン地方では頁岩と砂岩の美しい渓谷を刻む。カーンのまちを流れ、暗渠化され、大きく豊かな生態系のある河口でイギリス海峡に注ぐ。
カーンの上流からアルジャンタンまでのオルヌ川を水路とする計画は、18世紀から19世紀初頭に提唱されていた。しかし、曳舟道を引くには大きな困難があった。川はところどころ浅いこと、巨大な岩の間を垂直に流れること、アンシャン・レジーム期から多くの技術者を落胆させてきたためである。フランス革命の混乱が収まった後に、ロワール川流域へ運河を掘削する計画が再び持ち出されるが、1850年代の鉄道到来で、河川をつなぐ野心的な計画は立ち消えとなった。
オルヌ川河口は、その多くの面積が1984年と2003年に沿岸保護庁によって買収された。優れた自然環境は常に自然の力で再生されるが、それは同時に人間の活動によって脅かされるものだからである。河口では、 Allium oleraceum、ムスカリの一種 Leopoldia comosa、キジカクシ科のOrnithogalum umbellatumなど、280種の植物が確認されている。

## 流域のコミューン
- オルヌ県 - セー、アルジャンタン、エクシェ、ピュタンジュ＝ポンテクルパン
- カルヴァドス県 - ポン＝ドゥイイー、クレシー、トゥリー＝アルクール、カーン、ウイストラム